# Donum vitae
Donum Vitae (slovensko Dar življenja) je navodilo papeža Janeza Pavla II. prek Kongregacije za verski nauk z dne 22. februarja 1987, ki govori o odgovornosti znanstvenikov pri novih biomedicinskih raziskavah ter poskusih in reproduktivnih tehnikah. Sporočilo tega navodila je varstvo in dostojanstvo človeškega življenja od trenutka spočetja in s tem v zvezi skrb za pravice otroka.
Slovenskemu prevodu listine Donum vitae sta dodani:
1. Listina pravic družine. Apostolski sedež; Vatikan, 22. oktober 1983.
2. Izjava o pravicah nerojenega otroka. Mednarodni komite za zaščito nerojenih otrok; Dunaj, 25. marec 1986.

## Opis

### Sestava
Navodilo se sestoji iz uvoda in sklepa, ter treh poglavij: 
1. Spoštovanje do človeških zarodkov
2. Posegi v človeško roditev
3. Morala in državna zakonodaja.

### Vsebina
Dokument se začenja z ugotoitvijo, da je življenje Božji dar, ki ga je treba spoštovati in se odnositi do njega odgovorno.
Smernica je odgovor na nove načine raziskav in poskusov na področju medicine. Nekateri tovrstni postopki kot umetna oploditev, raziskava matičnih celic in poskusi na človeških embrijih imajo lahko škodljive posledice za otroka in jih zato navodilo odklanja kot nemoralne.
Navodilo poudarja, da tisto, kar je tehnično izvedljivo in možno, s tem še ni tudi nravno in dovoljeno. Tudi človeški embrij je namreč človeško bitje, ki ima pravico do spoštovanja in dostojanstva kot vsi ljudje, ker je tudi on Božja podoba in stvaritev od spočetja naprej.
Prenatalna diagnoza je metoda, ki lahko rabi za opažanje hib v telesnem in umskem razvoju nerojenega otroka, zaradi česar nekateri zdravniki v takih primerih priporočajo splav, ki pa ga Cerkev obsoja kot uboj.
Odobrava pa zdravniške postopke, s katerimi nerojenim otrokom rešujejo življenje, obnavljajo življenjsko delovanje posameznih organov in jim tako omogočajo rojstvo. Cerkev pa nasprotuje poskusom na teh embrijih, ki imajo za posledico njihovo umiranje ali celo umor.
Nadalje navodilo obsoja kot grešno porajanje človeškega življenja zunaj spolnega odnosa med moškim in žensko, kot so: kloniranje, umetna oploditev, inseminacija, - ker nasprotujejo naravnim in nravnim zakonom.
Otrok ima pravico do spočetja v ljubezni s spolnim združenjem v cerkvenem zakonu povezanega moža (moškega) in žene (ženske), nošen z materinsko skrbnostjo v maternici, rojen v skladni družinski skupnosti svojih staršev, kakor imajo do tega pravico tudi njegovi morebitni bratje in sestre.
Če je otrok spočet kot proizvod tehničnega, medicinskega ali biološkega posega, to krši njegove pravice in dostojanstvo. Navodilo meni, da je nedopustno podrejanje rojstva otroka nadzoru, upravljanju in tehničnemu uspehu. Cerkev ni proti otrokom, rojenim z umetno oploditvijo, ampak proti postopku. Zavzema pa se, da bi bil vsak otrok, ki pride na svet na tak način, vendarle sprejet z ljubeznijo.
Sočutje izraža do zakonskih parov, ki ne morejo imeti otrok; poziva jih, naj se zatekajo po pomoč v molitvi, iščejo tolažbo v Bogu in v pomoči, ki jo potrebuje družba na njim primeren način. Svetuje jim tudi posvojitev.
Zakonodajalce in oblasti poziva inštrukcija, naj razmišljajo o skupnem dobru in varujejo dostojanstvo in temeljne človekove pravice, ker je družina v tehnološki dobi hudo ogrožena in torej zasluži posebno zaščito. Na koncu navodilo poziva k spoštovanju življenja in k temu, da vidimo svojega bližnjega in soseda v najmanjših in najbolj nezaščitenih ljudeh po vzoru na Usmiljenega Samarijana.

### Donum vitae
(angleško)
- Congregation for the doctrine of the faith: Instruction on respect for human life in its origin and on the dignity of procreationreplies to certain questions of the day (Angleški izvirnik Donum vitae
- Donum Vitae: Catholic Teaching Concerning Homologous In Vitro Fertilization by William E. May
- From Humanae Vitae to Donum Vitae: Symmetry and Consistency in Catholic Biomedical Teaching The Rev. Paul F. deLadurantaye STD
- An introduction to the Vatican instruction on reproductive technologies from Joseph Boyle
- In vitro fertilization: truth and consequences. By Mark Yavarone OMV
- Toward a Theology of Infertility and the Role of Donum Vitae Published online by Cambridge University Press:  31 July 2013 by Kathryn Lilla Cox

### Humanae vitae
(slovensko)
- Slovenski prevod okrožnice Humanae vitae iz leta 1968 z uvodom:

- Zivljenje.wordpress.com
- Moralna.teologija.googlepages.com
- Družina.si

- Vatican.va - izvirno latinsko besedilo
- Vatican.va - angleški prevod okrožnice